# Rubraea diogenes
Rubraea diogenes is een vlinder uit de familie van de Nymphalidae. De wetenschappelijke naam van de soort is voor het eerst voorgesteld als Acraea diogenes door Ernst Suffert in een publicatie uit 1904.
De soort komt voor in Zuid-Congo-Kinshasa, Angola en Noordwest- en Noordoost-Zambia.